# Repartiment de l'espectre
El Repartiment de l'espectre (en anglès Spectrum Pooling) és una tècnica basada en OFDMA que permet l'accés públic a bandes de freqüències privades creant reserves comuns d'espectre. Va ser proposada per Timo A. Weiss i Fiedrich K. Jondral com a millora de la Radio cognitiva. Es troba en fase d'investigació i desenvolupament i, com a conseqüència, presenta alguns problemes.

## Introducció: Per què és necessari?
A mesura que avancen la tecnologia i les telecomunicacions, creixen els recursos que demanden. Durant una campanya de 3G l'any 2000, la UMTS va trobar necessari un nou plantejament de les antigues llicències de l'espectre. La gran demanda de freqüències de les noves aplicacions wireless i la limitació de l'espectre motiva la necessitat d'investigar noves formes d'aprofitar les bandes disponibles.
La idea sobre la qual s'investiga és l'ús esporàdic d'àmplies zones de l'espectre, és a dir, hi ha una gran concentració de senyals en petits marges i la resta gairebé no es fan servir.

## Funcionament
El Repartiment de l'espectre permet accés públic per l'ús de freqüències ja llicenciades. La idea és fusionar en un fons comú diferents rangs de freqüències de diverses aplicacions i a partir d'aquí, els usuaris poden llogar temporalment alguns recursos que els posseïdors del rang freqüencial no fan servir. Això és possible sense que el sistema del propietari canviï.
Amb aquest sistema s'aconsegueix un major aprofitament de l'espectre (per l'accés públic) i els propietaris obtenen fonts d'ingressos per deixar fer servir recursos que no utilitzen intensivament.

## Principis Bàsics
L'objectiu bàsic és aconseguir que el sistema a llogar sigui molt flexible respecte a la forma espectral del senyal transmès per poder omplir els buits que els propietaris no aprofiten. El mètode més eficient per aconseguir-ho és la modulació OFDM.
El seu principi bàsic és convertir un corrent de dades en sèrie d'alta velocitat en subcorrents de velocitat inferior en paral·lel. Aquest paral·lelisme minimitza la interferència inter simbòlica.
A més a més, OFDM presenta dos avantatges clau:
1. És possible la coexistència entre arrendador i arrendatari amb una interferència mútua mínima.
2. S'ha d'utilitzar la FFT però com ja es fa servir en més ocasions, no afegeix cost extra.

## Objectius a laBanda base
No s'ha de confondre el Repartiment de l'espectre com un competidor dels estàndards 2G i 3G, sinó com un complement en zones de gran concentració d'ús de freqüències.

### Detecció de Bandes accessibles
Detectar a quines freqüències pot accedir l'usuari públic és vital, ja que la fiabilitat del sistema està relacionada a la interferència addicional quan es permet l'accés públic.
S'assumeix, per una banda, que els protocols del sistema llogat han de garantir que durant el període de detecció la resta d'usuaris són en silenci. D'aquesta manera, a l'aire només queda potència espectral emesa pels sistemes privats.
Per l'altra banda, s'assumeix també que en el pitjor cas, no hi ha una línia directa entre el transmissor de l'usuari públic i el receptor de l'usuari que lloga.
Amb aquestes condicions i l'aplicació del Teorema central del límit es garanteix la probabilitat de detecció més alta donat una probabilitat d'error (falsa alarma). És necessari garantir un 99,9% de probabilitat de detecció, en cas contrari, l'usuari propietari d'un rang de freqüències no voldria compartir el seu espectre.
Amb més aproximacions i millors terminals mòbils és possible aconseguir aquesta probabilitat amb un error de falsa alarma inferior a l'1%.

## Objectius a la capa MAC
La capa MAC del sistema llogat no necessita saber la constel·lació del propietari. És suficient amb el nombre de subportadores que hi ha disponibles per poder transmetre.
Durant el procés de transferència de veu o dades entre un usuari públic i el sistema llogat que utilitza, es poden observar comportaments similars al multicamí en mòbils. A curt termini, fluctuacions ràpides i fortes i, a llarg termini, variació lenta de la taxa d'arribada de propietaris.

### Algorismes de transferència
Si l'amplada de banda disponible decau per sota d'un llindar, es dificulta la transmissió correctament perquè tots els recursos es destinen a la senyalització del overhead i es pot arribar a perdre la connexió.
Aquest fet es pot evitar amb un canvi de freqüència a temps, és a dir, el terminal públic canvia la reserva d'on lloga els recursos per una nova reserva de freqüències abans que la inicial es sobrecarregui.
Es pot produir un efecte ping-pong entre dos reserves que pot ser corregit amb un bucle d'histèresis, de manera que a la nova reserva hi hagi disponible més amplada de banda que a la reserva actual més un valor d'histèresis.

### Algorismes de planificació
Una de les funcions de la capa MAC afectada pel Repartiment de l'espectre és la qualitat de servei. És necessari distribuir l'amplada de banda disponible entre els terminals mòbils i el punt d'accés. Es planifica basant-se en un sistema de prioritats on l'alta prioritat correspon a aplicacions de vídeo i la baixa prioritat a correu electrònic o FTP.
Malgrat la quantitat d'algorismes coneguts per aplicacions sense fils, cap d'ells s'ha provat sobre un sistema de Repartiment de l'espectre. Sobre aquest aspecte encara s'està investigant.